# Luciano Maugeri
Luciano Maugeri (* 1888 in Zafferana Etnea; † 1958 in Palermo) war ein italienischer Ingenieur und Politiker der Democrazia Cristiana.

## Leben
Maugeri studierte Ingenieurwissenschaften und schloss mit Promotion ab. Von April 1956 bis Mai 1958 war er Bürgermeister der sizilianischen Stadt Palermo.